# Stanza, letto, armadio, specchio
Stanza, letto, armadio, specchio (Room) è un romanzo della scrittrice Emma Donoghue del 2010. Il romanzo è stato finalista al Booker Prize del 2010, ed è stato uno dei vincitori del Premio Alex nel 2011.
La storia è raccontata dal punto di vista di Jack, un bambino di cinque anni tenuto prigioniero in una piccola stanza con la madre.
Il libro è stato ispirato dalla storia vera del piccolo Felix del Caso Fritzl.

## Trama
Jack vive con sua madre in "Room", una dépendance sicura di una stanza contenente una piccola cucina, un bagno essenziale, un armadio, un letto e una televisione. Dal momento che è tutto ciò che ha mai conosciuto, Jack crede che solo Room e le cose che contiene (inclusi sé stesso e sua madre) siano "reali". Ma, non volendo deludere Jack con una vita che non può dargli, permette a Jack di credere che il resto del mondo esiste solo in televisione. Ma fa del suo meglio per mantenere Jack felice e in salute attraverso l'esercizio fisico e mentale, mantenendo una dieta sana, limitando il tempo per guardare la TV e una rigorosa igiene corporea e orale. L'unica altra persona che Jack abbia mai visto è "Old Nick", che visita Room di notte mentre Jack dorme nascosto in un armadio. Il vecchio Nick porta loro cibo e generi di prima necessità. MA Jack non sa che il Vecchio Nick ha rapito sua madre quando aveva 19 anni e l'ha tenuta imprigionata negli ultimi sette anni. Il vecchio Nick violenta regolarmente Ma, e Jack è stato proprio il prodotto di una di queste aggressioni sessuali.
Una settimana dopo il quinto compleanno di Jack, Ma scopre che il vecchio Nick è disoccupato da sei mesi e rischia di perdere la casa a causa del pignoramento. È certa che il Vecchio Nick li avrebbe uccisi entrambi prima di liberarli, ma escogita un piano per far uscire Jack dalla stanza convincendo il Vecchio Nick che Jack è gravemente malato. Jack non è in grado di concettualizzare l'essere fuori dalla stanza o interagire con altre persone, ma alla fine Ma lo convince ad aiutarla. Quando il Vecchio Nick si rifiuta di portare Jack in ospedale, Ma poi finge che Jack sia morto. Il vecchio Nick rimuove Jack, avvolto in un tappeto, dalla stanza. Jack scappa dal vecchio Nick e riesce a raggiungere uno sconosciuto amichevole che contatta la polizia. Nonostante la sua incapacità di comunicare in modo efficace, Jack descrive il percorso verso Room a un ufficiale per liberare Ma.
I due vengono portati in un ospedale psichiatrico, dove ricevono le valutazioni mediche e una casa temporanea. Il vecchio Nick viene ritrovato e deve affrontare numerose accuse di rapimento, stupro e messa in pericolo di bambini che probabilmente lo condurranno a più di 25 anni di vita in prigione.
Mentre è in ospedale, Ma si riunisce con la sua famiglia e inizia a imparare di nuovo come interagire con il resto del mondo, mentre Jack, sopraffatto da nuove esperienze e persone, vuole solo tornare alla sicurezza di Room. Nel frattempo, il caso ha raccolto molta attenzione da parte del pubblico e dei media, rendendo ancora più difficile per Jack e Ma iniziare a condurre una vita normale. Dopo che un'intervista televisiva va storta, Ma ha un esaurimento nervoso e tenta il suicidio. Mentre Ma è in ospedale, Jack vive con sua nonna e il suo nuovo partner. Senza la sicurezza di sua madre nelle vicinanze, Jack diventa ancora più confuso e frustrato con ciò che lo circonda, inclusa la sua nuova famiglia allargata, che, sebbene gentile e amorevole, spesso non capisce come l'esperienza limitata di Jack, in particolare il suo concetto di confini personali influenzi il suo comportamento.
Dopo che Ma si è ripresa, lei e Jack si trasferiscono in una residenza indipendente, dove iniziano a fare progetti per il futuro. La crescente indipendenza di Ma è in conflitto con il desiderio di Jack di tenerla per sé, proprio come una volta. Allo stesso tempo, Jack stesso sta crescendo e cambiando man mano che il suo mondo si espande. Alla fine, Jack chiede di visitare Room.
Lui e la mamma tornano sulla scena della loro prigionia, ma Jack ormai non prova più alcun attaccamento emotivo ad esso ed è in grado di salutarlo prima che lui e la mamma lascino la stanza per sempre.

## Edizioni
- Emma Donoghue, Stanza, letto, armadio, specchio, Mondadori, 2010,  p. 341, ISBN 978-88-04-60321-4.

## Adattamento cinematografico
Il romanzo è stato adattato nel film Room del 2015 diretto da Lenny Abrahamson.

## Riconoscimenti
- 2011 - Premio Alex
  - Vincitrice a Emma Donoghue
- 2010 - Booker Prize
  - Finalista a Emma Donoghue